# Moldavite
La moldavite est un verre naturel de couleur vert forêt, vert olive ou bleu verdâtre, que l'on trouve essentiellement, sous différentes formes, dans le sud de la Bohême et en Moravie (Tchéquie).
Les moldavites sont des tectites provenant d'un impact cosmique survenu il y a environ 15 millions d'années, et qui est à l'origine du cratère de Ries (district de Souabe, Bavière, Allemagne).

## Découverte et dénomination
Les moldavites sont présentées pour la première fois en 1786, sous le nom de « chrysolites de Týn nad Vltavou », par Josef Mayer lors d'une réunion de la Société scientifique de Bohême (en).
Le nom « moldavite », employé pour la première fois par F. M. Zippe en 1836, fait référence à la rivière Moldau, près de laquelle un grand nombre de ces tectites ont été découvertes.

## Distribution géographique
On trouve des moldavites principalement dans le sud de la Bohême et en Moravie (Tchéquie), mais on en trouve aussi dans le Waldviertel (Basse-Autriche) et en Lusace (est de l'Allemagne et sud-ouest de la Pologne).
On en a trouvé également quelques spécimens en dehors du champ de dispersion, par exemple en Autriche à Stainz (Styrie) et dans la grotte Gudenus (Basse-Autriche). On pense qu'ils résultent d'échanges ou de commerce préhistoriques.
Certaines pierres fines vendues sous le nom de moldavites sont des faux en provenance d'Asie.

## Description
La moldavite est un matériau vitreux qui peut se former lors de l'un impact d'une météorite comme, dans le cas de la moldavite de Tchéquie, celui de Ries au Langhien il y a 14,4 millions d'années. Le lien avec le Ries a été prouvé par des expériences sur l'âge de ces tectites et sur des projectiles soumis à une forte accélération. 
L'impact fait fondre les silicates qui deviennent des tectites fondus d'aspect vitreux, produits par la température élevée. Les géologues et cristallographes pensent que ces tectites se forment en quelques millisecondes, quand la couche supérieure de la surface terrestre, fondue, est éjectée à une vitesse très élevée en milliards de fragments qui se solidifient en verres naturels de teinte vert olive à vert sombre. La moldavite est exploitée et vendue comme pierre ornementale, taillée et polie, parfois sous le nom de chrysolite ou de pseudo-chrysolite,.